# Paul Baudry

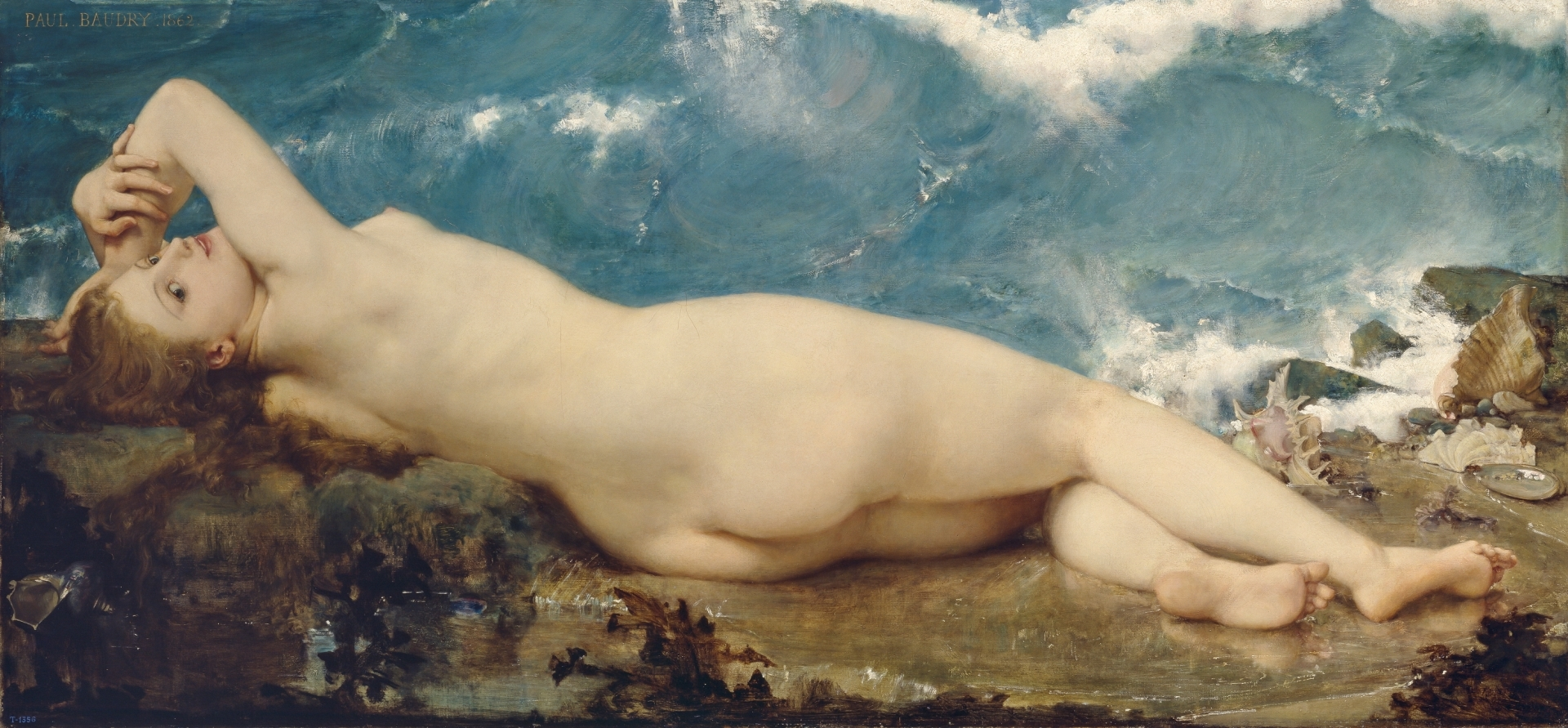
Paul Baudry, Pärlan och vågen (1862), Pradomuseet i Madrid.

Paul Jacques Aimé Baudry, född 7 november 1828 i La Roche-sur-Yon i Vendée, död 17 januari 1886 i Paris, var en fransk målare inom akademismen.
Baudry for efter studier i Paris till Rom och utbildade sig där efter de äldre venetianska konstnärerna och Correggio. Förutom historiska tavlor som Vestalens död och Charlotte Corday målade han idealistiskt hållna tavlor som Venus toalett samt dekorativa väggbilder i franska slott. Pärlan och vågen (1862) ställdes ut på Parissalongen 1863, känd som "Le Salon des Vénus" på grund av de många nakenakterna. Där förvärvade kejsar Napoleon III Alexandre Cabanels Venus födelse och hans hustru Eugénie Pärlan och vågen.
Baudry är mest känd för sina dekorativa muralmålningar, i synnerhet sina serie Musikens och poesiens förhärligande som smyckar foajén Parisoperan. De 33 målningarna utfördes 1866–1872. Centralmotivet i kupolen blev utbytt mot dekoration av Marc Chagall 1966.